# Paws of Fury: The Legend of Hank
Paws of Fury: The Legend of Hank (bra: O Lendário Cão Guerreiro; prt: Patas em Fúria)  (antes conhecido como Blazing Samurai) é um filme estadunidense-britânico-chinês de animação digital do gênero comédia de 2022, dirigido por Rob Minkoff, Mark Koetsier e Chris Bailey (sendo a estreia de Koetsier e Bailey na direção de longas-metragens). escrito por Ed Stone, Nate Hopper, Mel Brooks, Norman Steinberg, Andrew Bergman, Richard Pryor e Alan Uger, vagamente inspirado no filme Banzé no Oeste (1974) de Mel Brooks. É estrelado pelas vozes de Michael Cera, Samuel L. Jackson, Ricky Gervais, Mel Brooks, George Takei, Djimon Hounsou, Michelle Yeoh, Cathy Shim, Kylie Kuioka, Gabriel Iglesias e Aasif Mandvi.
Paws of Fury: The Legend of Hank foi lançado em 15 de julho de 2022 nos Estados Unidos.

## Sinopse
Hank, um cão de caça sem muita sorte, está em uma cidade cheia de gatos, que precisam de um herói para defendê-los do plano maligno de um vilão implacável para varrer a cidade do mapa. Com a ajuda de um professor relutante para treiná-lo, o azarão deve assumir o papel de samurai da cidade e se unir aos aldeões para salvar o dia.

## Elenco
- Michael Cera como Hank.[6] No Brasil, Paulo Vieira.[7]
- Samuel L. Jackson como Jimbo
- Ricky Gervais como Ika Chu
- Djimon Hounsou como Sumo
- Mel Brooks como Shogun. No Brasil, Ary Fontoura.[7]
- George Takei como Ohga
- Gabriel Iglesias como Chuck
- Michelle Yeoh como Yuki. No Brasil, Deborah Secco.[7]
- Aasif Mandvi como Ichiro
- Cathy Shim como Little Mama
- Kylie Kuioka como Emiko

## Produção
Paws of Fury: The Legend of Hank, então conhecido como Blazing Samurai, foi inicialmente concebido pelo co-fundador e ex-chefe da Sony Pictures Animation e fundador da Mass Animation, Yair Landau, por volta de 2010, inspirado na então recente tendência de ocidentalização dos filmes asiáticos. Originalmente destinado a girar em torno de um samurai negro protegendo uma vila do leste asiático, a história foi alterada para se concentrar em cães e gatos em um esforço para tornar a história mais universal. Chris Rock em um ponto foi considerado para co-produzir o filme. O filme foi formalmente anunciado em novembro de 2014, com a GFM Films lidando com as vendas internacionais e Rob Minkoff também como produtor. O roteiro do filme foi escrito por Ed Stone e Nate Hopper. Em fevereiro de 2015, a Open Road Films adquiriu os direitos de distribuição nos Estados Unidos com Chris Bailey e Mark Koetsier como diretores. Susan Purcell também se juntou à produção como produtora.  A Sony Pictures International havia adquirido os direitos de distribuição em alguns países internacionais.
Em novembro de 2019, o filme foi anunciado novamente depois que a Aniventure se juntou à produção. O orçamento foi de US$ 45 milhões (US$ 16 milhões foram classificados como "patrimônio original", enquanto o restante dos US$ 29 milhões veio de créditos fiscais da Aniventure e do Canadá). Em agosto de 2020, a Align anunciou que ajudaria a financiar o filme. Em 25 de fevereiro de 2021, foi anunciado que Rob Minkoff e Mark Koetsier substituíram Chris Bailey como diretores do filme. Paws of Fury foi a estreia de Koetsier na direção de longas-metragens. Yair Landau e Susan Purcell também foram substituídos por Adam Nagle e Guy Collins como produtores. Em abril de 2022, o título do filme foi mudado para Paws of Fury: The Legend of Hank.

### Animação
A Arc Productions foi definida para fornecer a maior parte da animação do filme, até o fechamento da empresa em 2016. Em novembro de 2019, foi revelado que a Cinesite assumiria as funções de animação, com suas instalações de Montreal lidando com a maior parte da produção, com assistência adicional das suas instalações de Vancouver. Grande parte do filme foi animado remotamente devido à pandemia de COVID-19, assim como algumas das gravações de voz.

## Música
Em junho de 2021, Bear McCreary foi anunciado como compositor da trilha sonora do filme. O filme também apresenta duas canções originais dos compositores da Broadway, Alan Zachary e Michael Weiner: a faixa-título de abertura "Blazing Samurai" (interpretada por Michael K. Lee) e a canção-título final "The Coolest Cat" (interpretada pela vencedora do Tony Award, Adrienne Warren).

## Lançamento
O filme originalmente seria lançado nos Estados Unidos em 14 de abril de 2017.
Em novembro de 2019, foi anunciado no Screen Daily que o filme tinha uma data de lançamento provisória de 2021, embora o ano tenha passado sem lançamento.
Em 21 de janeiro de 2022, foi anunciado que a Paramount Pictures adquiriu o filme e agendou o lançamento do filme nos cinemas dos Estados Unidos sob o nome da Paramount Animation em 22 de julho de 2022.
Em 7 de abril de 2022, foi revelado que a data de lançamento havia sido adiantada para 15 de julho de 2022 e que o filme seria distribuído pela Paramount sob o nome da Nickelodeon Movies invés da Paramount Animation. O filme foi acompanhado um curta-metragem do desenho-animado Big Nate intitulado Bad Hamster. 
No Brasil, o filme foi lançado em 25 de agosto de 2022.
Em Portugal, o filme está agendado para ser lançado em 2 de fevereiro de 2023.

### Mídia doméstica
Paws of Fury: The Legend of Hank foi lançado em DVD e Blu-ray em 18 de outubro de 2022 nos Estados Unidos, pela Paramount Home Entertainment.

## Recepção

### Bilheteria
Paws of Fury arrecadou US$ 17,8 milhões nos Estados Unidos e Canadá e US$ 23,7 milhões em outros territórios, totalizando US$ 41,5 milhões em todo o mundo.
Nos Estados Unidos e no Canadá, Paws of Fury: The Legend of Hank foi lançado junto de Where the Crawdads Sing e Mrs. Harris Goes to Paris, e foi projetado para arrecadar cerca de US$ 10 milhões em 3.475 cinemas em seu fim de semana de estreia. O filme arrecadou US$ 2,4 milhões em seu primeiro dia, incluindo $ 550.000 nas prévias de quinta à noite. Ele estreou com US$ 6,3 milhões, terminando em sexto na bilheteria. O filme arrecadou US$ 3,9 milhões em seu segundo fim de semana (uma queda de 38,7%), terminando em sétimo.

### Crítica especializada
No site agregador de críticas Rotten Tomatoes, 55% das críticas são positivas, com nota média de 5,2/10. O consenso crítico do site diz: "Embora possa ser intrigante para os completistas de Mel Brooks, Paws of Fury: The Legend of Hank é uma mistura muitas vezes desajeitada de animação para crianças e piadas para adultos.". No Metacritic, que usa uma média ponderada, atribuiu ao filme uma pontuação de 45 em 100, com base em 13 críticas, indicando "críticas mistas ou médias". O público consultado pelo CinemaScore deu ao filme uma nota média de "A–" em uma escala de A+ a F, e o PostTrak relatou que 66% do público deu uma pontuação positiva, com 49% dizendo que definitivamente o recomendariam.
 

Escrevendo para o TheWrap, Katie Walsh chamou o filme de "um filme alegre, engraçado e altamente autorreferencial, mergulhado na história do cinema". Em uma avaliação de 2,5 de 4, Mark Feeney, do The Boston Globe, escreveu: "Claro, muitas das piadas são idiotas ... mas Paws é bastante inteligente. Claramente, todos os envolvidos consideraram isso um projeto de estimação, com o direito de fazê-lo.". Owen Gleiberman elogiou Jackson e Gervais, mas achou que a performance "envergonhada" de Cera deixou o filme "em busca de um centro", acrescentando: "Você tem a sensação de que toda a premissa deste projeto foi que o roteiro, com seu Blazing Saddles poderia, de alguma forma, fortalecê-la. Mas desculpe". Martin Tsai, do A.V. Club, fez uma crítica altamente negativa, chamando-o o filme de "moralmente repreensível", com uma "abordagem preguiçosa e miscigenada para explorar a cultura asiática".